# Ърни Питърс
Ърни Питърс (на английски: Ernest "Ernie" Pieterse) е пилот от Формула 1. Роден е на 4 юли 1938 година в Кейптаун, ЮАР.

## Формула 1
Ърни Питърс прави своя дебют във Формула 1 в Голямата награда на ЮАР през 1962 година. В световния шампионат записва 3 състезания, като не успява да спечели точки. Състезава се с частен Лотус.